# Dinder, Sudan
Dinder (tiếng Ả Rập: الدندر) là một thị trấn ở bang Sennar, miền đông Sudan. Nó đóng vai trò là cửa ngõ cho khách du lịch đến thăm Vườn quốc gia Dinder.